# Pomnik Napoleona Bonapartego w Lwówku Śląskim
Pomnik Napoleona I Bonapartego w Lwówku Śląskim – pomnik Napoleona Bonaparte odsłonięty 12 lipca 2003 roku naprzeciw zachodniego wejścia do ratusza w Lwówku Śląskim.
Pomnik jest poświęcony pobytowi Napoleona i jego wojsk w mieście. Odsłonięto go w ramach obchodów roku napoleońskiego we\ Lwówku Śląskim. Pomnik znajduje się w północno-zachodniej części rynku. Pamiątkowy głaz posiada inskrypcję upamiętniającą wizytę Napoleona Bonapartego w Lwówku Śląskim, który przebywał w mieście w dniach 21-23 sierpnia 1813 roku. Dnia 22 sierpnia pod Lwówkiem Śląskim, w Płakowicach (obecnie jednostka miejska) cesarz francuzów stoczył pierwszą bitwa nad Bobrem, w której armia koalicji francuskiej stoczyła bitwę z wojskami pruskimi i rosyjskimi. U szczytu pomniku znajduje się nieduży relief z wizerunkiem samego cesarza. Napis na pomniku: „Napoleon I Bonaparte przebywał w Lwówku Śląskim w dniach 21 – 23.08.1813 roku”. Odsłonięcie pomnika nastąpiło w ramach obchodów roku napoleońskiego w Lwówku Śląskim w dniu 12 lipca 2003 r. Odsłonięcia dokonał Wojewoda Dolnośląski Stanisław Łopatowski, z członkiem Zarządu Dolnośląskiego Urzędu Marszałkowskiego, Leszkiem Rykiem i lwóweckim burmistrzem, Ludwikiem Kaziów. Inicjatorem tego przedsięwzięcia był Andrzej J. Bossowski. Pod pomnikiem odbyło się kilka nielicznych uroczystości, wraz ze złożeniem kwiatów, podczas roku napoleońskiego i rocznic bitew nad Bobrem.
W 2021, w związku z pracami przy przebudowie górnego rynku i ul. Słowackiego, zaplanowano przeniesienie pomnika Napoleona. W sierpniu 2021 roku lwóweccy radni podjęli uchwałę o utworzeniu skweru Napoleona I Bonaparte zlokalizowanego na miejskich plantach w Lwówku Śląskim, na części działki nr 157 w obrębie 1 miasta Lwówek Śląski. Od grudnia 2021 pomnik zlokalizowany jest w przedłużeniu ulicy PCK, vis-à-vis szkoły podstawowej nr 2.